# Гарольд II (король Англії)
Гарольд ІІ Годвінсон (англ. Harold II Godwinson; бл.1022 — 1066) — англо-саксонський король Англії з січня до жовтня 1066 року.
Гарольд ІІ успадковував від батька, Годвіна, в 1053 році титул графа Вессексу. У 1063 році Вільгельм Завойовник запропонував йому підтримати свої домагання на англійський трон. Коли Вітан (рада високопоставлених релігійних діячів і державних осіб) обрав Гарольда спадкоємцем Едуарда Сповідника, Вільгельм підготувався до вторгнення. Тим часом, віроломний брат Гарольда Тостіг Годвінсон приєднався до короля Норвегії Гаральда ІІІ Суворого (1015-1066) при вторгненні в Нортумбрію. Гарольд зустрів їх і переміг у битві на Стемфордському мосту 25 вересня, під час якої і Тостіг і король Норвегії загинули. Через три дні армія Вільгельма Завойовника висадилась в Певенсі, Сассекс, і Гарольд загинув у Битві при Гастінгсі 14 жовтня 1066 році.

## Молоді роки
Гарольд був другим сином Годвіна, графа Вессексу, й Гіти, дочки данського вікінга Торкеля Стюбйорнссона. Батько Гарольда був найвпливовішим магнатом англосаксонського королівства й фактичним правителем Англії у першій половині правління короля Едуарда Сповідника. Завдяки його впливу Гарольд у 1045 році став графом Східної Англії, Ессексу, Оксфордширу й Бакінгемширу. Однак могутність Годвіна викликала невдоволення короля. У 1051 році стався розрив між Едуардом і Годвіном. На допомогу батькові, який виступив проти короля, Гарольд зібрав у своїх володіннях армію, яка разом із загонами самого Годвіна і старшого брата Свена оточила короля у Глостері. Але допомога, надана графами Сівардом та Леофріком Едуарду Сповіднику, а також заклик короля до тенів королівства, забезпечили перевагу силам Едуарда. Годвін та його родина втекли з Англії. Гарольд знайшов притулок в Ірландії, де серед норвезько-кельтського населення сформував невеликий флот. У 1052 році кораблі Гарольда об'єднались із флотилією Годвіна та, розграбувавши південно-англійське узбережжя, увійшли до Темзи, змусивши короля піти на компроміс. Едуард Сповідник повернув Годвіну й Гарольду їхні володіння і вигнав своїх нормандських радників.

## Возвеличення Гарольда
По смерті батька у 1053 році, Гарольд успадкував титул ерла Вессексу. Упродовж кількох років його молодші брати Тостіг, Гірс і Леофвін також отримали великі території у країні, включаючи Нортумбрію та Східну Англію, що зробило дім Годвіна наймогутнішою аристократичною родиною королівства. Більше того, король Едуард дедалі більше віддалявся від практичного управління країною, присвячуючи себе релігії. Загалом саме Гарольд сконцентрував у своїх руках основні важелі управління й узяв на себе вирішення головних політичних проблем Англії. Саме він представляв центральну владу під час заколоту Ельфгара й набігів валлійців у 1055-1056 роках й домігся компромісу, що передбачав визнання королем Уельсу Гріфідом ап Ллівеліном сюзеренітету Англії. Ще успішнішими були дії Гарольда у 1062 році, коли він очолив англосаксонську армію, що вторглась до Уельсу і розгромила Гріфіда ап Ллівеліна. Валлійська держава розпалась на невеличкі королівства із сильною залежністю від Англії.
Період 1062-1064 років був часом найвищої влади Гарольда в Англії. З усієї території королівства лише Мерсія не перебувала під контролем його самого або членів його родини. Перемога над Уельсом забезпечила йому популярність у західних областях країни, у той час як перше місце Гарольда при дворі короля стало безперечним. Враховуючи той факт, що у короля Едуарда не було дітей, а найближчий його родич — Едгар Етелінг був ще молодим й не мав зв'язків в Англії, безумовне домінування Гарольда у країні створювало для нього перспективи здобуття престолу після смерті короля (принцип династичного спадкування в англосаксонській Британії ще не остаточно склався). Однак у 1064/1065 році міжнародні позиції Гарольда різко послабились. Причиною цього була вкрай невдала поїздка у Нормандію. Вирушивши до герцога Вільгельма викупати з заручників свого брата Вульфнота, Гарольд спочатку зазнав корабельної аварії й опинився у полоні у Гі I, графа Понтйо. Після його звільнення на вимогу Вільгельма Нормандського, Гарольд провів деякий час при дворі герцога й був змушений скласти присягу вірності Вільгельму, визнати його спадкоємцем англійської корони та обіцяти підтримку у вступі на престол після смерті короля Едуарда. Розповідь про цю поїздку та клятву Гарольда на святих мощах міститься у всіх середньовічних хроністів (Гійом Жюм'єзький, Вільям Мальмсберійський, Симеон Даремський, Роджер Ховеденський, Матвій Паризький й ін.). Порушення Гарольдом цієї клятви після смерті Едуарда Сповідника у 1066 році стало головним приводом для організації вторгнення до Англії Вільгельма Нормандського та значною мірою забезпечило останньому підтримку папи римського та європейського лицарства.
Після повернення Гарольда до Англії у 1065 році, він наштовхнувся на повстання в Нортумбрії проти свого брата Тостіга. Повстанці, яких підтримував Едвін, ерл Мерсії, вирушили до Середньої Англії. На перемовинах в Оксфорді Гарольд, який виступав від імені короля Едуарда, погодився на вигнання Тостіга й затвердження як графа Нортумбрії Моркара, молодшого брата Едвіна. В результаті до числа ворогів Гарольда додався і власний брат, що знайшов підтримку у Фландрії й Норвегії.

## Вступ на престол

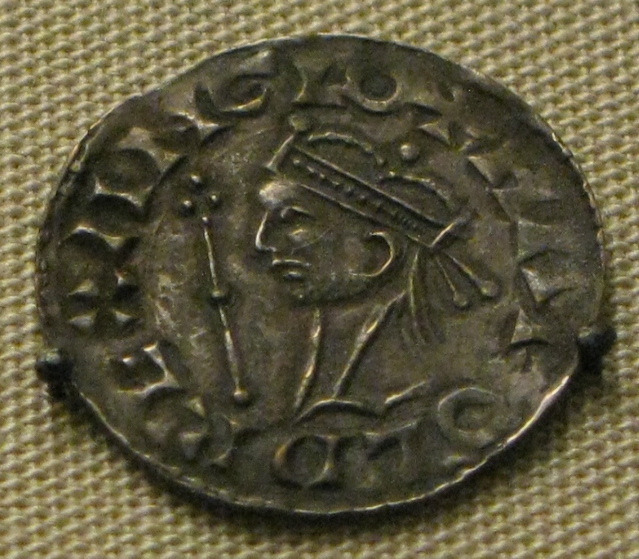
Срібна монета Гарольда II

5 січня 1066 року помер король Едуард. Англосаксонська знать і духовенство практично одностайно обрали новим королем Гарольда. Цей вибір був неминучим в умовах необхідності організації оборони країни від загроз з боку короля Норвегії та герцога Нормандії, які претендували на англійський престол, а також нещодавно вигнаного Тостіга. Ймовірно, король Едуард перед своєю смертю також висловився за передачу корони Гарольду — єдиній людині, здатній захистити Англію від зовнішньої небезпеки.
Недовге правління Гарольда в Англії було насичено військовими приготуваннями та організацією відсічі зовнішнім загрозам. Система оборони англосаксонської держави не відзначалась ефективністю. Флот набирався шляхом реквізицій та звичаю вилучення кораблів з графств у рахунок військової повинності, що не забезпечувало оперативного формування крупних військово-морських сил та не дозволяло довго тримати судна у бойовій готовності. Сухопутні сили складались із селянського ополчення (фірд), дружини тенів та елітних частин хускерлів. Якщо за чисельністю англосаксонська армія відповідала військовим силам інших європейських держав, то за застосуванням сучасної військової технології сильно поступалась: в Англії практично не приділялась увага будівництву замків, слабко використовувалась кіннота й лучники.

## Норвезьке вторгнення
Головна загроза англосаксонській державі походила з Нормандії, чий герцог Вільгельм, який претендував на англійський престол, негайно після проголошення королем Гарольда почав військові приготування до вторгнення. Гарольд сконцентрував усі свої сили на південному узбережжі, прагнучи завадити висадці нормандців. Однак уже в травні 1066 року острів Вайт і Сандвіч були атаковані флотом Тостіга. Підхід армії Гарольда змусив Тостіга відпливти на північ, де він спробував висадитись у Ліндсі, але отримав відсіч від мерсійського ополчення ерла Едвіна. З рештками кораблів Тостіг пішов до Шотландії, де почав готувати нове вторгнення, цього разу за підтримки короля Норвегії Гаральда Суворого.
Усе літо 1066 року англійський флот підтримувався у стані бойової готовності, однак через нестачу продовольства на початку вересня король був змушений розпустити команди суден. У той самий час до північно-східного узбережжя країни підійшов величезний норвезький флот. Норвежці висадились у гирлі Хамбера та направились у бік Йорка. Головні сили Гарольда розташовувались на півдні королівства, й організація відсічі норвезькій армії лягла на північно-англійську міліцію. У битві при Фулфорді 20 вересня 1066 року, незважаючи на впертий опір загонів ерлів Едвіна та Моркара, англосакси були розбиті. Невдовзі перед норвезькою армією відкрив свою браму Йорк. На зустріч Гаральду Суворому з Південної Англії вже рухалась армія Гарольда. 25 вересня поблизу містечка Стемфорд-Бридж англійська армія атакувала позиції норвежців та у надважкій битві здобула перемогу. Гаральд Суворий і Тостіг загинули, рештки норвезького флоту залишили Англію. Битва при Стемфорд Брідж завершила двохсотрічну історію протистояння Англії та скандинавського світу. Епоха набігів вікінгів підійшла до завершення.

## Нормандське вторгнення
Битва під Стемфорд-Бриджем сталась 25 вересня. А вже рано вранці 28 вересня на південному узбережжі Англії, в районі міста Певенсі висадилась армія нормандського герцога Вільгельма. Гарольд дізнався про це, перебуваючи у Йорку. Не втрачаючи ані дня, Гарольд швидким маршем вирушив на південь, дорогою розсилаючи королівські накази про скликання ополчення. Вже 11 жовтня Гарольд був у Лондоні. Стрімкість просування короля назустріч ворожій армії безумовно свідчила про його рішучість та енергійність, однак так само й про нестачу військово-стратегічного досвіду: за цей проміжок часу, який пройшов від отримання повідомлення про висадку нормандців та до виступу королівської армії з Лондону, неможливо було залучити до англійської армії військові контингенти графств. В результаті армія Гарольда складалась із решток хускерлів і тенів, що брали участь у битві під Стемфорд-Бриджем, а також із погано озброєного селянського ополчення областей навколо Лондона.
Незважаючи на швидке просування військ Гарольда, ефект несподіванки не спрацював. Саме Вільгельму належала ініціативу у вирішальній військовій кампанії. Виявивши армію Гарольда у відносній близькості від нормандського табору у Гастінгсі, вранці 14 жовтня війська герцога Вільгельма несподівано атакували англосаксів. Незважаючи на невелику чисельну перевагу та більш високе розташування позицій армії Гарольда, в цілому перевага первинно була на боці нормандців. Застосувавши тактику «удаваного відступу», лицарська кіннота Вільгельма змогла розколоти армію англосаксів на кілька частин й окремо розгромити їх. Битва під Гастінгсом завершилась повною поразкою англійських військ. Традиційна та основна версія каже, що король Гарольд був убитий випадковою стрілою. Однак деякі дослідники вважають, що смерть могла настати від удару меча чи списа. Англосаксонська держава зазнала краху. Країна була завойована нормандцями.

## Гарольд у поезії
Гарольду II, битві під Стемфорд Бріджем та битві під Гастінгсом присвячено вірш Олексія Толстого «Три битви».